# Internacional de Partidos Pirata
Internacional de Partidos Pirata (Pirate Parties International) o PPInternational (PPI) es la organización coordinadora del movimiento internacional de Partidos Piratas. Se fundó oficialmente el 2010 durante la conferencia del PPI en Bruselas, Bélgica.
Los Partidos Piratas son encarnaciones políticas del movimiento libertad de expresión, que intentan alcanzar sus objetivos por los medios del sistema político establecido y no solo a través del activismo. En 2017, a los PPI se les había concedido estatus consultivo especial ante el Consejo Económico y Social de las Naciones Unidas.

## Objetivos
Los estatutos del PPI centran su propósito en:
Ayudar a crear, apoyar, promover y mantener la comunicación y la cooperación entre partidos pirata de todo el mundo.
El PPI también tiene objetivo dar a conocer, difundir y unificar el Movimiento Pirata mediante la coordinación, intercambio de información, y ayudar en la fundación de nuevos partidos pirata.
La IPP aboga a nivel internacional por la promoción de estos objetivos. Sus miembros comparten como la protección de los derechos humanos y las libertades fundamentales en la era digital, la reforma de los derechos de autor y derechos afines orientada a los consumidores y autores, el apoyo a la privacidad de la información, la transparencia y el libre acceso a la información.
El propio nombre de «Piratas» es una reapropiación del título que daban a los internautas los representantes de la industria musical y cinematográfica, y no hace referencia a ninguna actividad ilegal.

## Historia
El primer Partido Pirata fue el Piratpartiet sueco, fundado el 1 de enero de 2006.
Otros partidos y grupos se formaron en Austria, Canadá, Dinamarca, Finlandia, Alemania, Irlanda, Países Bajos, Polonia, y España.  En 2007, representantes de estos partidos se reunieron en Viena, Austria para formar una alianza y planificar las elecciones al Parlamento Europeo de 2009s. Otras conferencias se celebraron en 2008 en Berlín y Uppsala, esta última condujo a la «Declaración de Uppsala» de una plataforma básica para las elecciones. 
En 2009, el Partido Pirata original obtuvo el 7,1% de los votos
en las elecciones al Parlamento Europeo de Suecia y ganaron dos de los veinte escaños de MEP de Suecia, inspirados por un aumento de miembros tras el juicio y condena de tres miembros de la organización ideológicamente alineada Pirate Bay un año antes.
El 18 de abril de 2010, la Internacional de Partidos Piratas se fundó formalmente en Bruselas en la Conferencia PPI del 16 al 18 de abril.

### Declaración de Uppsala
En la conferencia de 2009 de los Partidos Piratas Internacionales en Uppsala (Suecia), los partidos piratas europeos acordaron una declaración común de los objetivos de los partidos para las próximas elección del Parlamento Europeo.
Los temas centrales de la declaración son:
- reforma del derecho de autor, exención de la actividad no comercial de la regulación del derecho de autor, reducción de la duración de las protecciones del derecho de autor; prohibición de las tecnologías DRM, oposición a los gravámenes sobre los medios o el hardware;
- reforma de la ley de patentes, en particular declarando que las patentes sobre la vida (incluidas las patentes sobre semillas y genes) y el software no deberían permitirse;
- fortalecimiento de los derechos civiles, gobierno transparente, juicios rápidos y justos, libertad de expresión y ampliación del derecho al anonimato en la comunicación.

### Declaración de Praga
En la conferencia de Partidos Piratas Internacionales celebrada en Praga (República Checa) en 2012, los partidos piratas europeos acordaron presentarse a las elecciones al Parlamento Europeo en el año 2014 con un programa común, así como establecer un partido político europeo (Partido Pirata Europeo, PPEU). A la declaración le han seguido conferencias en Potsdam y Barcelona para trabajar en la estructura del futuro órgano legal y en sus estatutos.

### Partidos miembros
A fecha de 2 de julio de 2022, el PPI cuenta con los siguientes 31 Miembros ordinarios con poder de voto de 28 (los partidos que comparten territorio se reparten el voto entre ellos):

#### África
1. Partido Pirata de Túnez

#### Asia y el Pacífico
1. Partido Pirata de Nueva Zelanda (1/2 voto; voto compartido con IP Nueva Zelanda)
2. Partido de Internet (Nueva Zelanda) (1/2 voto; voto compartido con IP Nueva Zelanda) Partido de Internet de Nueva Zelanda (1/2 voto; voto compartido con PP Nueva Zelanda)

#### América
1. Partido Pirata de Brasil
2. Partido Pirata de Chile
3. Partido Pirata de Estados Unidos
4. Partido Pirata de Venezuela Partido Pirata de Venezuela

#### Europa
1. Partido Pirata de Bélgica
2. Piratas de Cataluña
3. Partido Pirata de Chequia
4. Partido Pirata de Estonia Partido Pirata de Estonia
5. Partido Pirata de Francia
6. Partido Pirata de Alemania Partido Pirata de Alemania
7. Partido Pirata de Grecia Partido Pirata de Grecia
8. Partido Pirata de Hungría Partido Pirata de Hungría
9. Partido Pirata de Israel Partido Pirata de Israel
10. Partido Pirata de Italia Partido Pirata Italiano
11. Partido Pirata de Luxemburgo
12. Partido Pirata de los Países Bajos
13. Partido Pirata de Noruega Partido Pirata de Noruega
14. Partido Pirata de Polonia
15. Partido Pirata de Portugal
16. Partido Pirata de Rusia
17. Partido Pirata de Serbia
18. Partido Pirata de Eslovaquia (1/2 voto; voto compartido con el otro Eslovaquia)
19. Partido Pirata de Eslovaquia (1/2 voto; voto compartido con la otra Eslovaquia)
20. Partido Pirata de Suiza (1/2 voto; voto compartido con la otra Eslovaquia) Partido Pirata Suiza
21. Partido Pirata de Turquía (1/2 voto; voto compartido con la otra Turquía)
22. Partido Pirata de Turquía Partido Pirata de Turquía (1/2 voto; voto compartido con la otra Turquía)
23. Partido Pirata de Ucrania

## Estructura
El PPI se rige por una junta, dirigida por 2 copresidentes. La política, la gobernabilidad y las solicitudes de ingreso son responsabilidad de la Asamblea General de PPI que debe reunirse por lo menos una vez al año.
| Fecha de elección   | Codirector                    | Gerente Administrativo | Tesorero          | Miembros de la junta                                  |
| ------------------- | ----------------------------- | ---------------------- | ----------------- | ----------------------------------------------------- |
| 18 de abril de 2010 | Grégory Engels, Jerry Weyer   | Joachim Mönch          | Nicolas Sahlqvist | Jakub Michálek, Bogomil Shopov, Aleksandar Blagojevic |
| 13 de marzo de 2011 | Samir Allioui, Marcel Kolaja  | Lola Voronina          | Patrick Mächler   | Finlay Archibald, Thomas Gaul, Paul Da Silva          |
| 15 de abril de 2012 | Gregory Engels, Lola Voronina | Travis McCrea          | Ed Geraghty       | Jelena Jovanovic, Denis Simonet, Nuno Cardoso         |
| 21 de abril de 2013 | Gregory Engels, Vojtěch Pikal | Thomas Gaul            | Marc Tholl        | Denis Simonet, Azat Gabrakhmanov, Nunu Cardoso        |
| 13 de abril de 2014 | Maša Čorak, Koen de Voegt     | Thomas Gaul            | Sebastian Krone   | Gregory Engels, Anders Kleppe, Stathis Leivaditis     |

## Movimiento mundial de Partidos Pirata

Oficialmente registrados
Activos, pero sin registrar
Comentados en PP-International
Sin Partido Pirata

Miembros del PPI
Partidos Pirata activos, pero sin membresía

El primer Partido Pirata fue el Piratpartiet sueco, fundado el 1 de enero de 2006. Se presentó a las Elecciones Generales de ese mismo año obteniendo el 0,63 % de los votos. En las elecciones al Parlamento Europeo del 7 de junio de 2009 el partido pirata sueco obtuvo un eurodiputado (7,1 % de los votos), que posteriormente pasaron a ser dos.
Fuera de Suecia, los partidos pirata se han iniciado en los 33 países y una comunidad autónoma (Cataluña), inspirado en la iniciativa de Suecia. Cooperan a través de PPInternational. En junio de 2007 los diferentes miembros de la internacional de partidos pirata se reunieron en Viena, Austria, para discutir el futuro del movimiento. La conferencia se llamó "Política: ¿siguiente paso? ¡Piratas a Bruselas en 2009!". El evento fue organizado por la Academia de Bellas Artes de Viena y los grupos activistas como monochrom y la transformación de la libertad.
En 2008, el Partido Pirata de Alemania se convirtió en el segundo Partido Pirata en participar en unos comicios, en las elecciones estatales de Hesse, y recibió el 0,3 % de los votos válidos. En las elecciones estatales de Hesse de 2009, recibió el 0,5 %. En las elecciones europeas de 2009, el Partido Pirata de Alemania recibió el 0,9 % de la votación de la población. En junio de 2009, el parlamentario socialdemócrata alemán Jörg Tauss abandonó su partido y ofreció sus servicios al Partido Pirata de Alemania, con lo que el Partido Pirata de Alemania tuvo su primer escaño en el parlamento alemán (Bundestag). El 30 de agosto de 2009, el Partido Pirata de Alemania recibió 1,9 % de los votos en las elecciones estatales de Sajonia. El mismo día, el partido recibió también en las elecciones locales de Münster y Aquisgrán, en cada caso un puesto en el consejo de la ciudad. En septiembre de 2011 en las elecciones en Berlín el Partido Pirata de Alemania obtuvo el 8,9 % de los votos, consiguiendo 15 escaños en la Cámara de Diputados. En 2012 el partido obtuvo escaños en otros tres parlamentos estatales: Renania del Norte-Westfalia (20 escaños, con un 7,8 %), Schleswig-Holstein (6 escaños. con un 8,2 %) y Sarre (4 escaños, con un 7,4 %). Sin embargo en las elecciones federales de 2013 el partido obtuvo apenas el 2,2 %, sin obtener escaños en el Bundestag. Desde entonces ha estado obteniendo magros resultados en las elecciones a las que se ha presentado. A pesar de esto, en las elecciones europeas de 2014 (1,4 %) obtuvo un escaño en el Parlamento Europeo.